# Конный подрывной отряд
Конный подрывной отряд — сапёрно-пулемётное подразделение при Кавказской туземной конной дивизии, комплектовавшееся добровольцами из 2-го Балтийского флотского экипажа.

## История
15 октября 1914 года во 2-м Балтийском флотском экипаже началось формирование сапёрной команды для Кавказской туземной конной дивизии. В дальнейшем задачи отряда расширили, включив в его состав пулемётную батарею (4 конных пулемётных взвода по 2 пулемёта в каждом). В конце октября в Виннице отряд присоединился к дивизии.
В марте 1915 года отряд был переименован в Отряд Балтийского флота, и в его составе была сформирована 2-я пулемётная батарея. Отряд повзводно придавался шести полкам дивизии, два взвода находились в резерве.
В марте-апреле 1917 года отряд был реорганизован, вместо двух пулемётных батарей были созданы шесть конных пулемётных команд (по 4 пулемёта на двуколках), причисленных к полкам дивизии

## Состав

### Командиры
- xx.xx.1914-xx.xx.1915 капитан 2-го ранга Б. А. Страдецкий
- 20.08.1915-xx.xx.1916 полковник по Адмиралтейству В. А. Матусевич
- xx.xx.1916-xx.xx.1917 и. д. подполковник по Адмиралтейству Э. И. Ясинский

## Известные люди, служившие в отряде
- Дитерихс, Владимир Владимирович
- Домерщиков, Михаил Михайлович
- Порцель, Леонид Михайлович